# Ceca 2000
Ceca 2000 deseti je studijski album Cece Ražnatović. Izdao ga je PGP RTS 29. prosinca 1999. godine.
Album je prodan u nakladi od 300 000 primjeraka, unatoč prekidu promocije albuma zbog smrti Željka Ražnatovića, Cecinog supruga.

## Suradnici
- Kompozitor i producent: Aleksandar Milić
- Tekst: Marina Tucaković i Ljiljana Jorgovanović
- Aranžman: Aleksandar Milić, Dragan Kovačević, Đorđe Janković
- Remix i master: Đorđe Janković
- Fotografije: Dejan Milićević
- Prateći vokali: Aleksandar Radulović, Džej Ramadanovski, Maja Marković, Trio Passage
- Gitara: Dobrinko Popić, Aleksandar Radulović, Dragan Ivanović
- Harmonika: Dragan Kovačević
- Buzuki: Ivica Maksimović
- Truba: Dragan Ristevski, Nebojša Ivanović
- Klavijatura: Đorđe Janković, Dragan Kovačević, Dragan Ivanović

## Popis pjesama
Tekstovi: Marina Tucaković, Ljiljana Jorgovanović. 
| Br. | Skladba             | Skladatelj                       | Aranžer                                                              | Trajanje |
| --- | ------------------- | -------------------------------- | -------------------------------------------------------------------- | -------- |
| 1.  | »Dokaz«             | Aleksandar Milić                 | Aleksandar Milić, Đorđe Janković, Dragan Kovačević                   | 4:37     |
| 2.  | »Oproštajna večera« | Nikos Karvelas                   | Aleksandar Milić, Đorđe Janković, Dragan Kovačević                   | 4:13     |
| 3.  | »Crni sneg«         | Niran Unsal                      | Hajrudin Varešanović                                                 | 3:47     |
| 4.  | »Ja ću prva«        | Aleksandar Milić                 | Aleksandar Milić, Đorđe Janković, Dragan Kovačević                   | 4:21     |
| 5.  | »Sviće dan«         | Milić Vukašinović                | Milić Vukašinović                                                    | 3:09     |
| 6.  | »Već viđeno«        | Aleksandar Milić, Dobrinko Popić | Aleksandar Milić, Đorđe Janković, Dragan Kovačević                   | 3:53     |
| 7.  | »Crveno«            | Aleksandar Milić                 | Aleksandar Milić, Đorđe Janković, Dragan Kovačević                   | 3:54     |
| 8.  | »Brat i sestra«     | Nenad Stefanović                 | Aleksandar Milić, Đorđe Janković, Dragan Kovačević, Nenad Stefanović | 4:07     |
| 9.  | »Votka sa utehom«   | Aleksandar Milić                 | Aleksandar Milić, Đorđe Janković, Dragan Kovačević                   | 3:32     |
| 10. | »Drugarice«         | Čedomir Rajačić                  | Dream Team                                                           | 3:58     |
| 11. | »Ako te ona odbije« | Milić Vukašinović                | Milić Vukašinović                                                    | 3:26     |

## Obrade
- 2. Anna Vissi - Antidoto (1998.)
- 3. Zerrin Ozer - Deli Yaz (1996.)
- 5. Selma Bajrami - Sviće dan (1998.)
- 11. Selma Bajrami - Kad suza jednom ne bude( 1998.)

## Glazbeni spotovi
- 1. »Dokaz«
- 7. »Crveno«